# 11 O'Clock Tick Tock Tour
L'11 O'Clock Tick Tock Tour è stato il quarto tour del gruppo rock irlandese degli U2 tenutosi nel 1980, dopo l'uscita del loro singolo omonimo. Il tour si è svolto nella prima metà del 1980 e consisteva in concerti in Inghilterra e in Irlanda.

## Date del tour[1]
| №  | Data           | Città      | Nazione     | Luogo                          |
| -- | -------------- | ---------- | ----------- | ------------------------------ |
| 1  | 22 maggio 1980 | Londra     | Inghilterra | Hope & Anchor                  |
| 2  | 23 maggio 1980 | Londra     | Inghilterra | Moonlight Club                 |
| 3  | 24 maggio 1980 | Sheffield  | Inghilterra | University                     |
| 4  | 26 maggio 1980 | Brighton   | Inghilterra | New Regent                     |
| 5  | 27 maggio 1980 | Londra     | Inghilterra | Rock Garden                    |
| 6  | 28 maggio 1980 | Bristol    | Inghilterra | Trinity Hall                   |
| 7  | 29 maggio 1980 | Birmingham | Inghilterra | Cedar Ballroom                 |
| 8  | 30 maggio 1980 | Londra     | Inghilterra | Nashville Rooms                |
| 9  | 31 maggio 1980 | Manchester | Inghilterra | Polytechnic                    |
| 10 | 2 giugno 1980  | Nuneaton   | Inghilterra | 77 Club                        |
| 11 | 3 giugno 1980  | Nottingham | Inghilterra | Boat Club                      |
| 12 | 4 giugno 1980  | Manchester | Inghilterra | Beach Club                     |
| 13 | 5 giugno 1980  | Leeds      | Inghilterra | Fan Club                       |
| 14 | 6 giugno 1980  | Dudley     | Inghilterra | J.B´s                          |
| 15 | 7 giugno 1980  | Londra     | Inghilterra | Marquee Club                   |
| 16 | 8 giugno 1980  | Londra     | Inghilterra | Half Moon Club                 |
| 17 | 10 luglio 1980 | Londra     | Inghilterra | Clarendon Hotel                |
| 18 | 11 luglio 1980 | Londra     | Inghilterra | Half Moon Club                 |
| 19 | 12 luglio 1980 | Londra     | Inghilterra | Moonlight Club                 |
| 20 | 13 luglio 1980 | Londra     | Inghilterra | Marquee Club                   |
| 21 | 27 luglio 1980 | Dublino    | Irlanda     | Lexlip Castle, Dublin Festival |